# Saint-Héand
Saint-Héand este o comună în departamentul Loire din sud-estul Franței. În 2009 avea o populație de 3.616 de locuitori.

## Evoluția populației
| An        | 1975  | 1982  | 1990  | 1999  | 2006  | 2009  |
| --------- | ----- | ----- | ----- | ----- | ----- | ----- |
| Populație | 2.980 | 3.458 | 3.625 | 3.722 | 3.699 | 3.616 |